# Sanasar Oganisyan
Sanasar Oganisyan (en arménien : Սանասար Հովհաննիսյան), né le 5 février 1960 à Moscou est un lutteur originaire d'Arménie soviétique. Il est champion olympique en catégorie mi-lourd (moins de 90 kg), lors des Jeux olympiques d'été de 1980.